# Gert Audring
Gert Audring (* 6. Februar 1944 in Schrimm) ist ein deutscher Althistoriker. 

## Leben und Leistungen
Gert Audring studierte Geschichte, Anglistik und Latein an der Universität Potsdam und der Humboldt-Universität zu Berlin. 1969 bestand er das Staatsexamen für wissenschaftliche Berufszweige. Von 1971 bis 1991 arbeitete Audring erst als Mitarbeiter, seit 1986 als Bereichsleiter des Bereichs griechisch-römische Geschichte am Zentralinstitut für Alte Geschichte und Archäologie der Akademie der Wissenschaften der DDR. 1973 wurde er mit der Arbeit Über die wirtschaftliche und soziale Stellung des Bauern in der Polis Athen während des ausgehenden 5. und des 4. Jh. v.u.Z. promoviert, Gutachter waren Elisabeth Welskof und Heinz Kreißig. 1985 erfolgte die Promotion B mit der Arbeit Zur Struktur des Territoriums griechischer Poleis in archaischer Zeit. 1988 wurde er zum Professor ernannt. Nach dem Ende der DDR konnte Audring von 1994 bis 2000 seine Arbeiten im Rahmen des Wissenschaftler-Integrations-Programms im Bereich Alte Geschichte an der Humboldt-Universität fortsetzen. Im Anschluss daran fand er dort von 2001 bis 2004 eine Weiterbeschäftigung mit einem von der Deutschen Forschungsgemeinschaft geförderten Projekt, der Erschließung und Online-Publikation wichtiger Briefwechsel aus dem Nachlass von Eduard Meyer.
Arbeitsschwerpunkte Gert Audrings sind die griechische Wirtschafts- und Sozialgeschichte sowie die Fach- und Wissenschaftsgeschichte. Von 1988 bis 1991 war er Verantwortlicher Redakteur der althistorischen Fachzeitschrift Klio. Audring war auch als Übersetzer von Xenophon tätig. 

## Schriften (Auswahl)
- Über die wirtschaftliche und soziale Stellung des Bauern in der Polis Athen während des ausgehenden 5. und des 4. Jh. v.u.Z. Dissertation A [Dissertation], Akademie der Wissenschaften der DDR, Berlin 1973.
- Zur wirtschaftlichen und sozialen Lage der attischen Bauern im ausgehenden 5. und im 4. Jh. v. u. Z. In: Studien zur athenischen Sozialstruktur und römischen Wirtschaftspolitik in Kleinasien (= Jahrbuch für Wirtschaftsgeschichte. Sonderband 1977). Berlin 1977, S. 9–86.
- Zur Struktur des Territoriums griechischer Poleis in archaischer Zeit (nach den schriftlichen Quellen) (= Schriften und Quellen der Alten Welt. Band 29). Akademie-Verlag, Berlin 1989, ISBN 3-05-000699-4 (zugleich Dissertation B [Habilitationsschrift], Akademie der Wissenschaften der DDR, Berlin 1985).
- mit Christhard Hoffmann und Jürgen von Ungern-Sternberg als Herausgeber: Eduard Meyer – Victor Ehrenberg. Ein Briefwechsel, 1914–1930. Akademie-Verlag/Teubner, Berlin/Stuttgart 1990, ISBN 3-519-07421-4 & ISBN 3-05-000975-6.
- Xenophon. Ökonomische Schriften. Griechisch und deutsch von Gert Audring (= Schriften und Quellen der Alten Welt. Band 38). Akademie-Verlag, Berlin 1992, ISBN 3-05-001855-0.
- als Herausgeber: Ulrich Wilcken. Briefe an Eduard Meyer 1889–1930 (= Xenia. Konstanzer Althistorische Vorträge und Forschungen. Band 36). Konstanz 1994.
- als Herausgeber: Gelehrtenalltag. Der Briefwechsel zwischen Eduard Meyer und Georg Wissowa (1890–1927). Weidmann, Hildesheim 2000, ISBN 3-615-00216-4.
- mit Kai Brodersen: OIKONOMIKA. Quellen zur Wirtschaftstheorie der griechischen Antike. Wissenschaftliche Buchgesellschaft, Darmstadt 2008, ISBN 978-3-534-21725-0.
- als Herausgeber: Eduard Meyer. Geschichte der ägyptischen und der babylonisch-assyrischen Literatur (1879). Eine Dokumentation. Kartoffeldruck-Verlag, Speyer 2009, ISBN 978-3-93952-606-3.